# Francesco Maria Casini
Francesco Maria Casini OFMCap (ur. 11 listopada 1648 w Arezzo, zm. 14 albo 15 lutego 1719 w Rzymie) – włoski kardynał.

## Życiorys
Urodził się 11 listopada 1648 roku w Arezzo, jako syn Carla Casiniego i Olimpii Albergotti. W 1662 roku złożył profesję wieczystą w zakonie kapucynów. Następnie został wykładowcą teologii. 12 maja 1712 roku został kreowany kardynałem prezbiterem i otrzymał kościół tytularny Santa Prisca. Zmarł 14 albo 15 lutego 1719 roku w Rzymie.